# Idioma masái
El masái, maasái u ol maa es un grupo de lengua nilótica oriental hablada en el sur de Kenia y el norte de Tanzania por los maasái, que suman alrededor de 900 mil individuos. Esta lengua está estrechamente relacionada con las otras lenguas maa (el samburu (o sampur) hablado en Kenia central, el chamus, hablado al sur y sureste del lago Baringo y el parakuyu de Tanzania). Los maasái, los samburu, los il-chamus y los parakuyu están históricamente relacionados y todos denominan a su lengua como ɔl maa (aunque existen diferencias entre sus lenguas).

## Aspectos históricos, sociales y culturales

### Dialectología y variantes
Existe un número importante de variedades o dialectos del maasái propiamente dicho:
Arusha
Damat
Kaputiei
Keekonyokie
Kisonko
Kore
Kwavi (Baraguyu)
Iloodokilani
Laitokitok
Loitai
Matapato
Moitanik (Wuasinkishu)
Purko
Siria

## Descripción lingüística

### Fonología
La variante maasái de ɔl-maa tal como se habla en el sur de Kenia y Tanzania tiene 30 fonemas distintivos. El diccionario de Payne y Ole-Kotikash,<!R0> usa las siguientes letras y dígrafos para representar los sonidos del maasái:
a b c d e ɛ g h i ɨ j k l m n ny ŋ o ɔ p r rr s sh t u ʉ w wu y yi
| Alfabeto de Payne & Ole-Kotikash | Alfabeto de Payne & Ole-Kotikash | Alfabeto de Payne & Ole-Kotikash | Alfabeto de Payne & Ole-Kotikash | Alfabeto de Payne & Ole-Kotikash | Alfabeto de Payne & Ole-Kotikash | Alfabeto de Payne & Ole-Kotikash | Alfabeto de Payne & Ole-Kotikash | Alfabeto de Payne & Ole-Kotikash | Alfabeto de Payne & Ole-Kotikash | Alfabeto de Payne & Ole-Kotikash | Alfabeto de Payne & Ole-Kotikash | Alfabeto de Payne & Ole-Kotikash | Alfabeto de Payne & Ole-Kotikash | Alfabeto de Payne & Ole-Kotikash | Alfabeto de Payne & Ole-Kotikash | Alfabeto de Payne & Ole-Kotikash | Alfabeto de Payne & Ole-Kotikash | Alfabeto de Payne & Ole-Kotikash | Alfabeto de Payne & Ole-Kotikash | Alfabeto de Payne & Ole-Kotikash | Alfabeto de Payne & Ole-Kotikash | Alfabeto de Payne & Ole-Kotikash | Alfabeto de Payne & Ole-Kotikash | Alfabeto de Payne & Ole-Kotikash | Alfabeto de Payne & Ole-Kotikash | Alfabeto de Payne & Ole-Kotikash | Alfabeto de Payne & Ole-Kotikash | Alfabeto de Payne & Ole-Kotikash | Alfabeto de Payne & Ole-Kotikash |
| -------------------------------- | -------------------------------- | -------------------------------- | -------------------------------- | -------------------------------- | -------------------------------- | -------------------------------- | -------------------------------- | -------------------------------- | -------------------------------- | -------------------------------- | -------------------------------- | -------------------------------- | -------------------------------- | -------------------------------- | -------------------------------- | -------------------------------- | -------------------------------- | -------------------------------- | -------------------------------- | -------------------------------- | -------------------------------- | -------------------------------- | -------------------------------- | -------------------------------- | -------------------------------- | -------------------------------- | -------------------------------- | -------------------------------- | -------------------------------- |
| a                                | b                                | d                                | e                                | ɛ                                | g                                | h                                | i                                | ɨ                                | j                                | k                                | l                                | m                                | n                                | ny                               | ŋ                                | o                                | ɔ                                | p                                | r                                | rr                               | s                                | sh                               | t                                | u                                | ʉ                                | w                                | wu                               | y                                | yi                               |
| Valor fonético (AFI)             |                                  |                                  |                                  |                                  |                                  |                                  |                                  |                                  |                                  |                                  |                                  |                                  |                                  |                                  |                                  |                                  |                                  |                                  |                                  |                                  |                                  |                                  |                                  |                                  |                                  |                                  |                                  |                                  |                                  |
| a                                | ɓ                                | d                                | e                                | ɛ                                | ɠ                                | h                                | i                                | ɪ                                | ʄ                                | k                                | l                                | m                                | n                                | ɲ                                | ŋ                                | o                                | ɔ                                | p                                | ɾ                                | r                                | s                                | ʃ                                | t                                | u                                | ʊ                                | w                                | w*                               | j                                | j*                               |
Además las lenguas maa son lenguas tonales por lo que la correcta representación del tono es extremadamente importante para eliminar la ambigüedad de significado.
La siguiente tabla presenta los fonemas consonánticos en notación AFI agrupados por rasgos articulatorios. Cuando el signo ortográfico difiere del signo AFI se indica entre paréntesis:
|             |                         | Labial    | Alveolar  | Alveopalatal / palatal | Velar          | Glotal      |
| ----------- | ----------------------- | --------- | --------- | ---------------------- | -------------- | ----------- |
| Nasal       | Nasal                   | /m/       | /n/       | /ɲ/ (ny)               | /ŋ/ (ŋ / ng' ) |             |
| Oclusiva    | sorda                   | /p/       | /t/       |                        | /k/            | / ʔ / ( ' ) |
| Oclusiva    | implosiva / glotalizada | /ɓ/       | /ɗ/       | /ʄ/                    | /ɠ/ (g)        |             |
| Fricativa   | Fricativa               |           | /s/       | /ʃ~tʃ/ (sh, ch)        |                | /h/         |
| Líquida     | Lateral                 |           | /l/       |                        |                |             |
| Líquida     | Vibrante simple         |           | /ɾ/ (r)   |                        |                |             |
| Líquida     | Vibrante múltiple       |           | / r̃/ (rr) |                        |                |             |
| Aproximante | lenis                   | /w/       |           | /j/ (y)                |                |             |
| Aproximante | fortis                  | /ww/ (wu) |           | /jj/ (yi)              |                |             |
- En algunos dialectos de maa las oclusivas sonoras no son particularmente implosivas (especialmente en maa de IlKeekonyokie), pero en otros son ligeramente implosivas o están glotalizadas (maa de Parakuyo).
- La consonante p en maa de Arusha difiere de la de las otras variedades. En maa de Arusha típicamente es se articula como fricativa sorda [ɸ], aunque en algunas palabras es una vibrante labial.